# Exèrcit Ciutadà Irlandès

Bandera de l'Arada estelada o Starry Plough original de 1914, onejada durant l'Alçament de Pasqua.

Starry Plough, bandera a partir del 1930.

L'Exèrcit Ciutadà Irlandès (anglès Irish Citizen Army, (ICA), gaèlic irlandès: Arm Saoránach na hÉireann), fou un petit grup de voluntaris entrenats establert a Dublín per a defensar de la policia les manifestacions dels treballadors. Fou creat per James Larkin i Jack White. Altres membres destacats en foren James Connolly, Sean O'Casey, la Comtessa Markievicz, Francis Sheehy-Skeffington.